# Henri de Man
Henri de Man (en neerlandés: Hendrik de Man; Amberes, 17 de noviembre de 1885-Greng, 20 de junio de 1953) fue un político y teórico socialista revisionista belga, proponente del planismo durante el periodo de entreguerras, que colaboró con los nazis en la ocupación de Bélgica durante la Segunda Guerra Mundial.

## Biografía

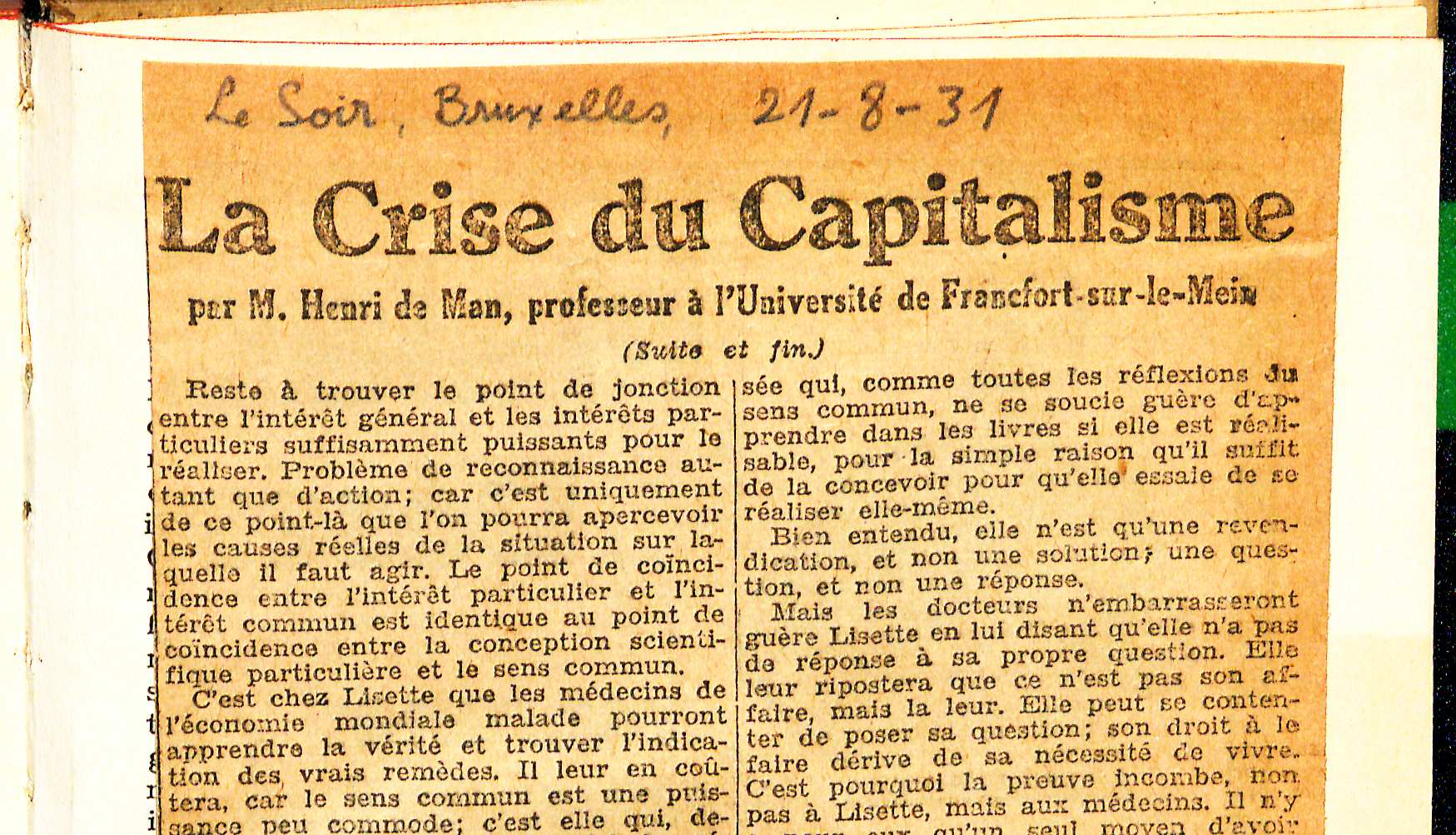
Artículo publicado en 1931

Nació en Amberes el 17 de noviembre de 1885. Se unió al socialismo en 1902, cuando se convirtió en miembro de las juventudes socialistas. Trasladado a Alemania en 1905 para asistir al Congreso del partido socialdemócrata en Jena, pasó cuatro años en Leipzig trabajando en la Leipziger Volkszeitung. Después de la Gran Guerra divergiría hacia posturas revisionistas. Residió en Alemania y en Suiza entre 1922 y 1933.
| «Para las clases trabajadoras y para el socialismo, este colapso de un mundo decrépito, lejos de ser un desastre, es una liberación». —Fragmento de su mensaje a los miembros del Partido Obrero Belga en el verano de 1940, dando la bienvenida al derrumbe de las democracias parlamentarias. |

De vuelta en Bélgica tras una estancia en Fráncfort del Meno, fue el responsable de la concepción del Plan van den Arbeid (también conocido como el «Plan de Man»), que ya en diciembre de 1933 fue asumido por el Partido Obrero Belga, de línea socialdemócrata. Miembro destacado del partido, ejercería diversos cargos ministeriales en el ejecutivo belga en la segunda mitad de la década de 1930: Obras Públicas y Desempleo entre 1935 y 1936, Finanzas entre 1936 y 1937, y vice primer ministro entre 1939 y 1940.
Durante la Segunda Guerra Mundial colaboraría con las autoridades nazis en la ocupación alemana de Bélgica; llegando a proclamar en un famoso mensaje el fin de la democracia y a disolver el Partido Obrero Belga. Desengañado, se acabó exiliando en Saboya (1941-1944). Condenado en Bélgica in absentia a veinte años de prisión, falleció con su tercera esposa el 20 de junio de 1953 en un accidente de su automóvil, arrollado por un tren en Greng, Suiza; una muerte que fue considerada por su hijo y otros autores como un probable suicidio.
Fue tío del crítico literario Paul de Man.